# 杉吉ゆうじ
杉吉 ゆうじ（すぎよし ゆうじ、1963年5月2日-）は、日本の写真家。長崎県生まれ、奈良県育ち。金沢美術工芸大学油絵科卒業。

## 主な作品

### 写真集
- 艶　松金ようこ(2005年9月、彩文館出版）ISBN 978-4-7756-0091-7

### デジタル写真集
- 「hiroko」 佐藤寛子（2002年、ぶんか社）
- 「Ｉ／Ｏ・Ｈ」 松金洋子（2002年、ぶんか社）
- 「エンジェルコレクション」シリーズVol.1~21 （2002年~2004年、バックアッププロモーション）
井上望、中島舞、細田あかり、吉川綾乃、小野渚、森本さやか、山田沙耶香、高橋幸子、泉珠恵、松原渓、水原鈴花、葉川空美、竹内のぞみ、二宮歩美、島本里沙、工藤亜耶、太田千晶、村上恵梨、松金洋子
- 「まてりある」 原田まり（ぶんか社）
- 「えりかの“もろエロ”!」 浦えりか（ぶんか社）
- 「ワールド・Ｉ・カップ」 堀井美月（ぶんか社）
- 「ショコっとラブ」 浜田翔子（ぶんか社）
- 「innocence!)イノセンス!)」 安藤成子（ぶんか社）
- 「七変化～トランスフォーム～」 りりあん（ぶんか社）
- 「Cream Pie」 金井アヤ（ぶんか社）
- 「放課後〜井上ゆりな〜」 井上ゆりな（ぶんか社）
- 「まてりある」 原田まり（ぶんか社）
- 「ひとめぼれ～トカードゥ～」 市川円香（ぶんか社）

### フォトアルバム
- 二宮歩美  Sweet Memories 記憶（祥伝社）

### DVD
- 松金洋子 「Perfect collection 2」（2005年、ローランズ・フィルム）スチール撮影
- 小田あさ美 「小田あさ美 Ｎａｋｅｄ ｅｙｅｓ」（2007年、ジェイ・ブイ・ディー）スチール撮影
- 斉藤雅子 「らぶらぶ❤まぁこ　斉藤雅子」（2010年、EIC-BOOK）スチール撮影
- 保田真愛 「らすKoh→マーチ」（2011年、EIC-BOOK）スチール撮影
- 伊藤えみ 「Eパーツ」（2011年、ポニーキャニオン）撮影監督
- 斉藤雅子 「まぁこの大変良く出来ました!!!」（2012年、EIC-BOOK）スチール撮影